# Právní vědomí
Právní vědomí označuje všeobecné znalosti o právu, představy o jeho platnosti a oprávněnosti. Jeho základem je idea práva, tedy představa o tom, co je „po právu“, která však může být od platného práva i značně odlišná. Blíží se proto více ideji spravedlnosti.
Může být celospolečenské, skupinové i individuální. Vždy jde o vědomí toho, že ve společnosti existuje a funguje nějaké právo, které je určitým způsobem hodnoceno nebo jde o představy o tom, jaké by mělo být (vědomí o právu de lege ferenda). Čím více se takové vědomí s platným právem shoduje, tím více je právo dodržováno, aniž by ho lidé prakticky museli znát. V právní teorii se právě znalost skutečně platného práva (vědomí o právu de lege lata) jako součást právního vědomí zpochybňuje, ačkoli je takto obecně přijímáno. Např. Viktor Knapp to ale s poukazem na absurdnost závěru, že by vyšší právní vědomí muselo být u podvodníků znajících většinou platné právo velmi dobře, než u poctivých lidí, kteří s jeho sankcemi do styku nepřicházejí, odmítá.